# Multiplex-bioscoop

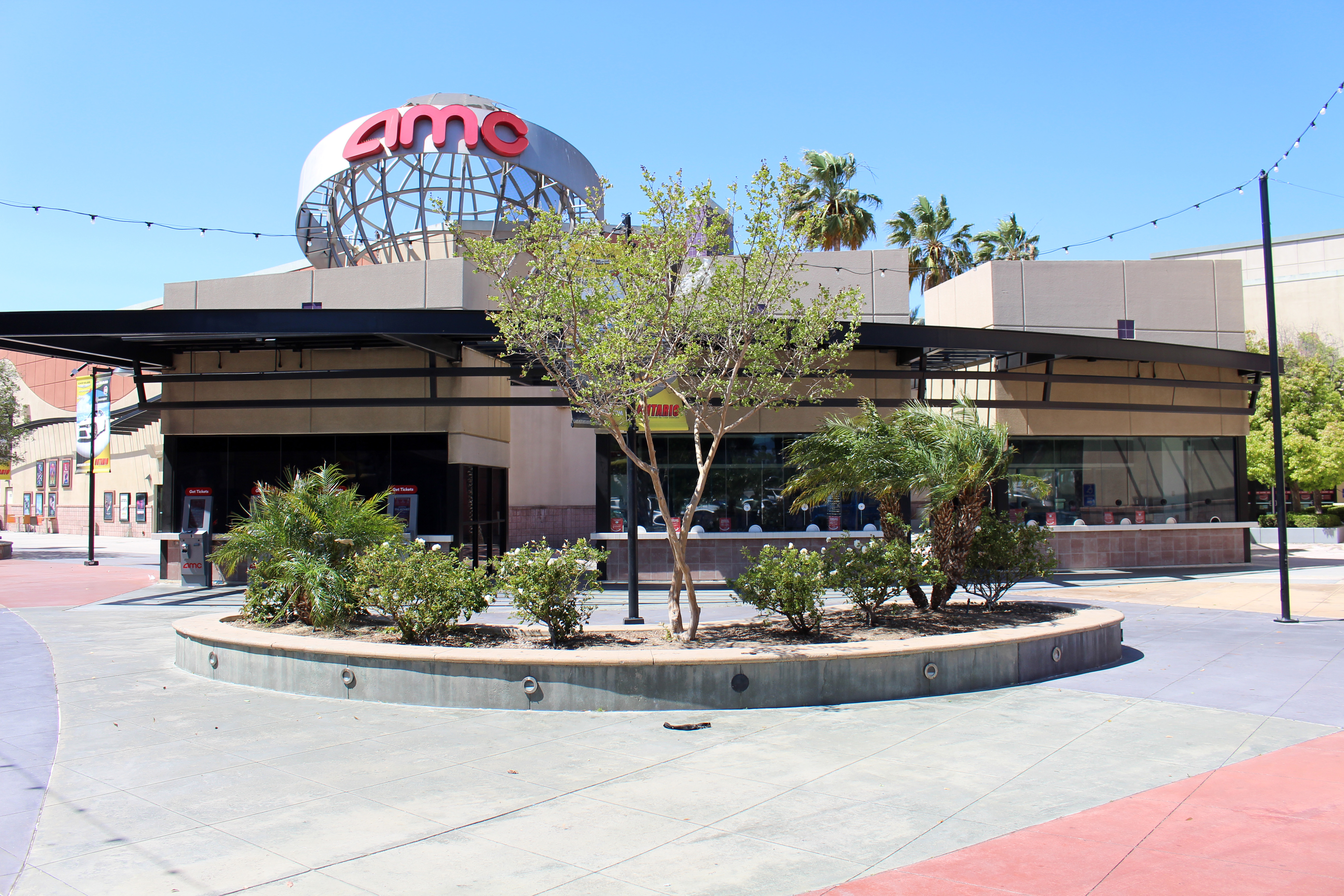
Ontario Mills 30 Theatres in Ontario (VS)

Een Multiplex-bioscoop of multiplexbioscoop of Multiplex Bioscoop (Latijn voor "meerlagige bioscoop"), vaak ook kortweg Multiplex genoemd, is de benaming voor een grote bioscoop (of bioscooptheater) met een aantal zalen waarbinnen gedeeltelijk dezelfde film draait op dezelfde tijd, om zo een groter publiek tegelijkertijd te kunnen bedienen. Een bioscoop met meer dan 10 tot 20 zalen wordt soms ook wel Megaplex-bioscoop genoemd.

## Multiplexen in de Lage Landen
De eerste "echte" multiplex-bioscoop in België was de Decascoop in Gent van Kinepolis met 10 zalen in 1981, hoewel de Trioscoop Hasselt van Kinepolis met 3 zalen in 1972 ook al een multiplex werd genoemd. Het eerste speciaal gebouwde megaplex was in 1988 Kinepolis in Brussel met 25 zalen en 7500 plaatsen. 
De eerste multiplex-bioscoop in Nederland was Pathé de Munt in Amsterdam met 13 zalen in 2000. Anno 2017 is Pathé Arena, in het ArenAPoort gebied in Amsterdam, de grootste multiplex-bioscoop van Nederland. De bioscoop telt 14 zalen en 3250 zitplaatsen; concurrent Kinepolis Utrecht heeft evenveel zalen en 3200 zitplaatsen.

## Grootste multiplexen elders
De eerste multiplex-bioscoop ontstond in 1979 als het Cineplex in het Eaton Centre in Toronto en had 18 zalen. In 1985 verscheen de eerste multiplex-bioscoop in Europa op 70 kilometer van Londen. 
De eerste multiplex-bioscoop met 20 zalen was Studio 28 in de Amerikaanse stad Grand Rapids in 1988. Deze bioscoop stamt echter al uit 1943. In 1995 werd in de Verenigde Staten de eerste 'nieuwe' megaplex gebouwd; het AMC Grand met 24 zalen. In 2000 werd in Birmingham Star City met 30 zalen geopend. In 1997 werd in Adelaide (Australië) Megaplex Marion van Greater Union geopend met eveneens 30 zalen, maar na een renovatie in 2003 en 2004 werd dit teruggebracht tot 26. Ook een aantal andere bioscopen heeft inmiddels 30 zalen, waaronder het Ontario Mills 30 Theatres in de Amerikaanse stad Ontario.
De multiplex-bioscoop met het grootste scherm was in 2007 Cinemaxx in Auckland (Nieuw-Zeeland) met een breedte van 30,6 meter.
Een aantal multiplex-bioscopen is inmiddels gesloten vanwege te weinig bezoekers of heeft het aantal zalen teruggebracht.